# Ronald Chitiyo
Ronald Chitiyo (ur. 10 czerwca 1992 w Harare) – zimbabwejski piłkarz grający na pozycji ofensywnego pomocnika. Od 2017 jest zawodnikiem klubu CAPS United.

## Kariera klubowa
Swoją karierę piłkarską Chitiyo rozpoczął w klubie Douglas Warriors FC. W sezonie 2010 zadebiutował w jego barwach w pierwszej lidze zimbabwejskiej. W latach 2011–2013 był zawodnikiem Monomotapa United FC, a w latach 2014-2015 - Dynamos FC. W sezonie 2014 został z nim mistrzem, a w sezonie 2015 - wicemistrzem Zimbabwe. W 2016 roku grał w Harare City FC, a w 2017 przeszedł do CAPS United.

## Kariera reprezentacyjna
W reprezentacji Zimbabwe Chitiyo zadebiutował 16 lipca 2012 w przegranym 0:1 towarzyskim meczu z Botswaną, rozegranym w Molepolole.